# مهدی نصیری لاری
مهدی نصیری لاری(۱۳۱۲–۱۳۶۰) نماینده مردم لارستان در اولین دوره مجلس شورای اسلامی بود. او در انفجار حزب جمهوری اسلامی در هفتم تیر ۱۳۶۰ کشته شد.
مهدی نصیری لاری فرزند میرزا حبیب الله نصیری در روستای سلطان آباد از توابع شهرستان ارزوئیه در خانواده ای کشاورز متولد شد.
او پس از انقلاب فرماندار سیرجان بود و از طرف حزب جمهوری اسلامی و جامعه روحانیت مبارز نامرد انتخابات مجلس شورای اسلامی شد.